# 马尔科·马林 (击剑运动员)
马尔科·马林（義大利語：Marco Marin，1963年7月4日—），意大利男子击剑运动员、政治人物。他曾参加1984年、1988年和1992年三届夏季奥运会，共收获一枚金牌、两枚银牌和一枚铜牌。